# Skogyr
Skogyr — российский музыкальный проект в стиле блэк-метала, основанный в Пскове в 2005 году музыкантом, известным под псевдонимом Фарах (англ. Farakh). В рамках данного проекта была выпущена одна демозапись и один полноформатный альбом.

## История
Skogyr был основан музыкантом Фарахом весной 2005 года. В начале 2007 года было выпущено трёхтрековое одноимённое демо тиражом в 50 экземпляров. Летом 2007 года Фарах заключил сделку с BadMoodMan Music, дочерним лейблом Solitude Productions, на выпуск первого полноформатного альбома под названием Rainchants, запись которого проходила в течение 2006 года. Одним из источников вдохновения музыкант называл группу Drudkh. Альбом вышел на 25 ноября 2007 года и состоял из четырёх безымянных инструментальных треков, а также кавера на главную музыкальную тему из игры Silent Hill, за авторством японского композитора Акиры Ямаоки. Помимо песен на альбоме присутствовало музыкальное видео на открывающую композицию «Chant I», режиссёром которого выступил Rip Dante. Альбом получил смешанные отзывы критиков, которые положительно отмечали атмосферу альбома, при этом признавая однообразность представленных песен.

## Дискография
- 2007 — Skogyr (Demo)
- 2007 — Rainchants